# Mistrzostwa Polski w boksie kobiet 2010
10. Mistrzostwa Polski w Boksie Kobiet 2010 (kobiet) odbyły się w dniach 25–27 marca 2010 w Grudziądzu. Na starcie mistrzostw w grupie wiekowej seniorek stanęły 63 zawodniczki, a w grupie kadetek – 58. 

## Medaliści seniorek
| Kategoria:                       | Ilość zawodniczek | Złoto:                              | Srebro:                                | Brąz:                                                                     |
| waga papierowa (do 46 kg)        | 2                 | Aneta Stefaniak (Pomorzanin Toruń)  | Daria Jędrysiak (Walka Zabrze)         | –                                                                         |
| waga musza (do 48 kg)            | 4                 | Kinga Ruszczyńska (Czarni Słupsk)   | Patrycja Bednarek (PKB Polkowice)      | Joanna Bartosz (Krak Sport Kraków) Kamila Witwicka (Skorpion Szczecin)    |
| waga kogucia (do 51 kg)          | 6                 | Ewelina Pękalska (PKB Poznań)       | Żaneta Cieśla (Kontra Elbląg)          | Justyna Nowicka (Power Boks Jelenia Góra) Sandra Drabik (Rushh Kielce)    |
| waga piórkowa (do 54 kg)         | 5                 | Karolina Michalczuk (Paco Lublin)   | Joanna Gutowska (KS Piaseczno)         | Izabela Milczarek (Gwardia Wrocław) Kamila Komarnicka (Skorpion Szczecin) |
| waga lekka (do 57 kg)            | 12                | Agnieszka Chuda (Skorpion Szczecin) | Magdalena Kierszke (Skorpion Szczecin) | Monika Opak (Gwardia Szczytno) Jagoda Karge (Wda Świecie)                 |
| waga lekkopółśrednia (do 60 kg)  | 9                 | Karolina Graczyk (Zagłębie Konin)   | Sandra Kruk (Kontra Elbląg)            | Aleksandra Paczka (BKS Gorzów Wlkp.) Michalina Podlewska (Wda Świecie)    |
| waga półśrednia (do 64 kg)       | 10                | Oliwia Łuczak (Wda Świecie)         | Magdalena Stelmach (Carbo Gliwice)     | Ewa Brodnicka (Politechnika Warszawa) Justyna Sroczyńska (Górnik Lubin)   |
| waga średnia (do 69 kg)          | 4                 | Katarzyna Furmaniak (TKKF Siedlce)  | Ewa Gawenda (Śląsk Ruda Śląska)        | Klaudia Formicka (DKB Dąbrowa Górnicza) Klaudia Stępień (Boks Poznań)     |
| waga półciężka (do 75 kg)        | 3                 | Lidia Fidura (Walka Zabrze)         | Natalia Hollińska (Spartakus Szczecin) | Katarzyna Cichosz (Cristal Białystok)                                     |
| waga ciężka (do 81 kg)           | 6                 | Karolina Koszela (Stella Gniezno)   | Sylwia Kusiak (FC Koszalin)            | Monika Michałowska (Zawisza Bydgoszcz) Marlena Gawrońska (Stella Gniezno) |
| waga superciężka (powyżej 81 kg) | 2                 | Anna Słowik (Legia Warszawa)        | Karolina Bagnowska (Cristal Białystok) | –                                                                         |